# Saint-Nazaire-en-Royans
 Saint-Nazaire-en-Royans  là một xã thuộc tỉnh Drôme trong vùng Auvergne-Rhône-Alpes đông nam nước Pháp.